# 米野會戰
米野會戰為關原之戰的前哨戰。
1600年8月21日，池田輝政、淺野幸長、山內一豐率東軍1萬8千人朝美濃國羽栗郡河田島村（現今的各務原市）附近進軍，打算橫渡木曾川後向岐阜城方向前進。
岐阜城城主織田秀信布陣在美濃國羽栗郡米野村（現在的笠松町），由家老百百綱家、飯沼長資、木造具康率軍防守，陣地有二重防線，包括中屋村、新加納村（現在的各務原市）、川手村（現在的岐阜市），總數約9千人，其中3000人佈防在米野村。總大將秀信率1700人於北方的境川的閻魔堂布陣。
首先，西軍在河田島附近開始攻擊東軍池田隊。原本應該由先鋒福島隊以升起狼煙方式聯繫友軍同時進攻，但因為池田隊遭遇攻擊而進行反擊，西軍退到米野地區，池田隊於是順勢進軍渡過木曾川，造成原本擔任先鋒的福島正則喧嘩不滿。織田隊針對渡河而來的東軍以「矢來」（柵欄構造，用以妨礙敵人進軍、引誘進軍路線的防禦設施）迎擊。東軍由池田輝政的家臣擔任先頭部隊踴躍渡河。
原本西軍將東軍引用至火绳枪及大筒（轻型火炮）射擊範圍內，並巧妙利用草木茂盛的地形伏擊，但由於池田隊發現西軍人數很少，一口氣大舉反擊，加上前日由於先鋒任務的衝突，東軍各隊均奮勇向前殺敵，此外，一柳直盛隊也從西軍側面進行攻擊。因此，西軍不敵敗退。
過程中有一場單挑戰，由東軍一柳直盛的筆頭家老大塚權太夫與西軍岐阜四天王之一的飯沼勘平長資對戰。在此之前，大塚權太夫已經先跟西軍的武市善兵衛決鬥並獲勝，體力較為不繼，因此與飯沼決鬥時處於下風，於是大塚的家臣有5名士兵前往幫忙，飯沼方見狀，也有兵士２人前往阻止。最後，大塚仍然戰敗被殺。但後來飯沼長資在與池田輝政的弟弟池田長吉單挑時，因體力不繼而被殺。
飯沼長資戰死後，百百綱家率殘兵退往岐阜城。而得知先鋒敗退訊息的秀信，自岐阜城撤退至羽目地區。東軍共斬獲首級227人、捕虜50人。8月23日，岐阜城陷落。